# 奧特曼 (亞利桑那州)
奧特曼（英語：Oatman）是位於美國亞利桑那州莫哈維縣的一個人口普查指定地區。根據2020年美國人口普查，該地人口為102人，而該地的面積約為0.50平方千米。
奥特曼这个名字是为了纪念奥利夫·奥特曼（Olive Oatman）。它位于曾经繁忙的美国66号公路上，能够满足在亚利桑那州金曼和加利福尼亚州尼德尔斯之间开车的旅行者。然而，即使这种优势也是短暂的，因为1953年金曼和尼德尔斯之间建造了一条新路线时，该镇被完全绕过了。到1960年代，奥特曼几乎被抛弃了。截至2022年，该镇作为一个怀旧的66号公路旅游站点幸存下来，该站点以保持狂野西部的感觉而自豪，比如木制人行道、上演的枪战和俗气的商店。

## 地理
奧特曼的座標為35°01′35″N 114°23′01″W / 35.02639°N 114.38361°W，而該地最高點為海拔高度826米（即2710英尺）。